# Vagtel

Vagtel (Coturnix coturnix), også kendt som almindelig vagtel, er en fugl i fasanfamilien. Vagtlen er en lille, omkring 17 centimeter  høj fugl. Den er vanskelig at få øje på, både på grund af fjerdragtens kamuflerende farve, og fordi den oftest skjuler sig i højt græs. Vagtlen er en trækfugl og har lange vinger sammenlignet med andre hønsefugle.
Vagtlen kan forveksles med fasanhunnen, som dog er større og har længere hale. Den kan også ligne en agerhøne, som ligeledes er større, omend den i form minder mere om vagtlen, end en fasan gør. Dens æg er en delikatesse, der traditionelt tilberedes som røræg eller serveres kogt hele som tilbehør.

## Taksonomi
Vagtlen blev formelt beskrevet af den svenske naturforsker Carl von Linné i 1758 i den tiende udgave af hans værk Systema Naturae under det videnskabelige artsnavn Tetrao coturnix. Det specifikke tilnavn coturnix er det latinske ord for den almindelige vagtel. Denne art er nu placeret i slægten Coturnix, der blev introduceret i 1764 af den franske naturforsker François Alexandre Pierre de Garsault. The Vagtlen blev tidligere anset for at være af samme art som den japanske vagtel (Coturnix japonica). Udbredelsen af de to arter mødes i Mongoliet og nær Bajkalsøen, men de parrer sig ikke med hinanden. I fangenskab viser krydsninger af de to arter reduceret frugtbarhed. Den japanske vagtel anses derfor nu som en separat art.
Fem underarter den almindelige vagtel er anerkendte:
- C. c. coturnix (Linnaeus, 1758) - yngler i Europa og Nordvestafrika til Mongoliet og Nordindien, overvintrer i Afrika og i det centrale og sydlige Indien
- C. c. conturbans (Hartert, 1917) – Azorerne
- C. c. inopinata (Hartert, 1917) – Kap Verde
- C. c. africana (Temminck & Schlegel, 1848) – Subsaharisk Afrika
- C. c. erlangeri (Zedlitz, 1912) – øst- og nordøstafrika

## Udseende
Vagtlen er en lille kompakt hønsefugl på 16-18 cm i længden med et vingefang på 32-35 cm. Vagtlen vejer 70 til 140 g. Hunnen er generelt lidt tungere end hannen. Den er brunstribet  med en hvid stribe lige over dens øjne. Umiddelbart ligner hannen og hunnen hinanden, men vagtlen udviser kønsdimorfi ved at hannen har en mørk stribe på struben og kraftigere farveforskelle ved hoved og hals. Vagtlen er en trækfugl og har derfor lange vinger, i modsætning til de fleste andre hønsefugle som typisk er kortvingede.

## Udbredelse og levevis
Selvom vagtlen er en trækfugl og har lange vinger opholder de sig mest på jorden, hvor de lever af frø og insekter på jorden. Vagtlen er svær at få øje på, da den tit holder sig skjult mellem afgrøder og andre planter. Den er tilbageholdende med at flyve, og foretrækker at løbe væk i stedet. Selv når den flyver, holder den sig tæt ved jorden og lander hurtigt igen. Ofte er den eneste indikation af dens tilstedeværelse hannens karakteristiske sang, hvor hannen gentager samme kald igen og igen. Hannen synger for det meste om morgenen, aftenen og nogle gange om natten. Vagtlen er en trækfugl i modsætning til de fleste hønsefugle.
Vagtlen er et almindeligt syn i det meste af Europa og Centralasien, hvor den yngler om sommeren. Om vinteren befinder den sig primært i det centrale Afrika og i det meste af Indien. Desuden er der nogle steder hvor man kan finde vagtlen året rundt. Dette gælder primært nordlige og sydlige dele af Afrika og det nordlige Indien. Danmark ligger lige omkring den nordlige grænse for vagtlens udbredelse, så i lande nord for Danmark som for eksempel Sverige, Finland og Norge, er vagtlens yngleaktivitet uregelmæssig og sjælden. I Danmark oplever vagtelbestanden betydelige svingninger fra år til år. På grund af dens sky natur er det sjældent, at man finder dens reder, så det er primært de syngende hanner, der bliver registreret. I Danmark findes vagtlen oftest i Jylland.
Den almindelige vagtel er blevet introduceret på øen Mauritius ved flere lejligheder, men har ikke formået at etablere sig og er nu sandsynligvis uddød.

## Reproduktion
Hannerne ankommer generelt til yngleområdet før hunnerne. I Nordeuropa begynder æglægningen fra midten af maj, og lægger æg flere gange indtil slutningen af august. Hunnen laver en lile fordybning i jorden på cirka 7-13,5 cm i diameter, som er tyndt beklædt med vegetation. Æggene lægges med 24 timers indtil hunnen har lagt mellem 8 og 13 æg. Disse har en råhvid til cremet gul farve med mørkebrune pletter. Æggene er gennemsnitligt 30 mm høje og 23 mm i diameter med en vægt på omkring 8 g. Hunnen ruger æggene alene, og begynder efter alle æggene er lagt. Æggene klækkes synkront efter 17-20 dage. De nyfødte unger er udviklede nok til at de kort efter udklækningen selv forlader reden og kan brødføde sig selv. De bliver dog stadig passet af hunnen, mens de er små. Ungerne kan flyve, når de er omkring 19 dage gamle, og bliver i familiegruppen i 30-50 dage. De yngler normalt først, når de er et år gamle og yngler kun med den samme partner hvert år.

## Vagtler som mad
Vagtlen er stærkt jaget, især ved deres trækruter gennem middelhavsområdet. Meget store antal fanges i net langs Egyptens middelhavskyst. Det anslås, at der i 2012, under efterårstrækket, blev fanget 3,4 millioner fugle i det nordlige Sinai og op mod 12,9 millioner i hele Egypten.[14]
Grunden til at vagtlen jages så meget er fordi den er meget eftertragtet at spise. Vagtler kan tilberedes på mange måder. De kan blandt andet steges, braiseres og fyldes. Vagtler er blandt andet en del af det franske-, polske-, maltesiske-, italienske-, mexicanske-, og det indiske køkken  Desuden spises vagtelæg også ofte. 

### Forgiftning
Hvis vagtler har spist visse ukendte planter, kan kødet fra vagtler være giftigt. Hver fjerde person, der spiser giftigt vagtelkød, bliver ramt af vagtelforgiftning, som er karakteriseret ved muskelømhed, og som i slemme tilfælde kan føre til rhabdomyolyse.

## I kulturen
I Bibelen beskriver Fjerde Mosebog kapitel 11 en historie om en enorm masse vagtler, der blev blæst af en vind og blev spist af israelitterne i ørkenen.

## Galleri
- Vagtelæg.
- Vagtler indgår i mange retter. Her i det kinesiske køkken.
- En hunvagtel